# 马尔曲
马尔曲，是中国长江流域的一条河流，汇入麻尔柯河，属于大渡河水系。河长94千米，流域面积1945平方千米，年均流量14立方米每秒。自然落差966米。水能理论蕴藏量1万千瓦。